# Brug 1201
Brug 1201 is een bouwkundig kunstwerk in Diemen.
Brug 1201 is echter gebouwd door de Gemeente Amsterdam. Het viaduct werd gebouwd in het kader van de aanleg van het ontbrekende gedeelte van de Gooiseweg die jarenlang in beslag nam. Die weg begint in gemeente Amsterdam en het gedeelte binnen Amsterdam Zuidoost kwam in 1971 gereed. Het tussengelegen gedeelte voert echter binnen de gemeenten Ouder-Amstel en Diemen maar ontbrak omdat die gemeenten niet alleen wilde opdraaien voor de kosten van een weg die alleen voor Amsterdam van belang was. Tot die tijd moest het verkeer zich behelpen met de slecht bestrate Gooisehulpweg die langs het beoogde tracé liep en regelmatig moest worden verlegd met vreemde bochten.
In het midden jaren tachtig was een viaduct nodig over een naamloos voet- en fietspad. Bij die verlengingen zou ze daarbij steeds minder richting Het Gooi lopen. Architect Dirk Sterenberg ontwierp in 1982 vanuit Hoorn (Noord-Holland) voor Dienst der Publieke Werken dit viaduct met een 14 meter lange overspanning en met ronde borstweringen. Het werk echter uitgevoerd met hoekige borstweringen, die ook toegepast werden in de gelijktijdig gebouwde brug 1051 even verderop in de Gooiseweg. Het onderliggende pad werd door Diemen vernoemd in Waterhoenpad.
<<< · 1201 · 1207 · 1208 · 1209 · 1210 · 1211 · 1212 · 1213 · 1216 · 1217 · 1218 · 1219 · 1220 · 1221 · 1223 · 1224 · 1230 · 1231 · 1246 · 1259 · 1260 · 1261 · 1263 · 1264 · 1265 · 1266 · 1267 · 1268 · 1269 · 1270 · >>>
Brugnummers 1200, brug 1202 (Ouder-Amstel), 1203-1206, 1214, 1215, 1222, 1225-1229, 1232-1245, 1247-1258, 1262 en 1271-1299 zijn niet (meer) in gebruik.